# Pothyne indica
Pothyne indica là một loài bọ cánh cứng trong họ Cerambycidae.